# Piomiositis
La piomiositis es la infección del músculo estriado, el tipo de músculo que permite la movilidad de las extremidades. Es una infección infrecuente dada la alta resistencia del músculo a ser infectado; sin embargo, puede progresar hasta estadios que pongan en riesgo la vida. Se produce generalmente por bacterias, en especial por el Staphylococcus aureus.

## Historia natural
La historia natural de la piomiositis fue descrita por Chiedozi en 1979 quien reportó una cohorte de 205 casos en 112 pacientes. En su descripción, refiere tres estadios de la enfermedad, progresivos entre sí. A saber:
- Estadio 1 o etapa "invasiva" (2% de los pacientes).

Es la fase inicial y más benigna de la enfermedad, presentándose en los primeros 10 días con poco dolor en el músculo afectado, fiebre leve y escasa respuesta inflamatoría sistémica.
- Estadio 2 o etapa "supurativa" (90% de los pacientes).

Se da entre los 10 y 20 días de adquirida la infección. Aumenta la inflamación local en el sitio afectado, es más frecuente la fiebre y la leucocitosis.
- Estadio 3 o etapa "tadía" (5% de los pacientes).

Es el estadio final. La infección progresa de forma sustancial, con compromiso sistémico marcado, provocando sepsis franca. Puede complicarse con bacteriemia y siembra bacteriana en otros órganos.

## Causas
La piomiositis es una entidad predominantemente causada por bacterias, entre las cuales sobresale el Staphylococcus aureus, que se presenta en el 77% de los casos. Sin embargo, destaca también el Streptococcus pyogenes y por último algunos bacilos gramnegativos. La etiología fúngica y viral son poco frecuentes.

## Clasificación
Se han identificado dos forma según la ubicación geográfica de los casos: "tropical", que se presenta en latitudes bajas y puede afectar a paciente previamente sanos, y "no tropical" o "templada", que se desarrolla en latitudes altas, generalmente asociado a pacientes con estados de inmunosupresión o enfermedades crónicas.

## Cuadro clínico
El lugar más frecuente de aparición son músculos de las extremidades inferiores (44% de los casos reportados en idioma inglés) en especial el músculo cuádriceps. Los miembros superiores también suelen verse afectados (14% de los casos). Las manos, el cuello y la cabeza son los sitios en los que es menos frecuente la aparición.

## Tratamiento
Depende del estadio de la enfermedad y del compromiso clínico del paciente. Los dos pilares terapéuticos son la antibioticoterapia y el drenaje quirúrgico del absceso. En el estadio 1 y en ausencia de absceso, la terapia antibiótica sin ningún tipo de intervención quirúrgica está indicada. El grupo antibiótico empírico de elección, por el perfil microbiológico, son las penicilina resistententes a beta-lactamasas, como la oxacilina o la cloxacilina. Siempre que sea posible, debe drenarse y cultivarse el absceso para determinar específicamente la etiología y el patrón de resistencia antibiótica. En los estadios 2 y 3, que generalmente implican la presencia de abscesos, es necesario además de la antibioticoterapia el drenaje del absceso.